# Real Madrid in het seizoen 2015/16
Dit artikel geeft een overzicht van Real Madrid in het seizoen 2015/16.

## Gebeurtenissen
Na het seizoen 2014/15, waarin Real Madrid naast de titel, beker en Champions League greep, werd coach Carlo Ancelotti ontslagen. Ancelotti had nochtans zelf aangegeven te willen blijven en ook sterspeler Cristiano Ronaldo hoopte op een verlengd verblijf van de Italiaan. In de pers vielen de namen van Rafael Benítez, Jürgen Klopp, Julen Lopetegui en José Mourinho als mogelijke opvolgers van Ancelotti. Op 3 juni 2015 werd Rafael Benítez, die in het verleden al eens jeugdtrainer van Real Madrid was geweest, voorgesteld als de nieuwe hoofdcoach. De Spanjaard mocht zelf zijn technische staf samenstellen. Antonio Gómez en Fabio Pecchia werden zijn assistenten, terwijl Xavi Valero verantwoordelijk werd voor de keepers.
Tijdens de zomermaanden probeerde Real doelman David de Gea te kopen. Na lange onderhandelingen met diens werkgever Manchester United kwam het uiteindelijk niet tot een transfer. Real verweet achteraf dat Manchester United te traag had gehandeld, de Engelse club beweerde dan weer dat Real schrik kreeg en zelf een einde aan de onderhandelingen had gemaakt. De Gea zelf had een akkoord met Real voor een contract van zes seizoenen.

## Spelerskern
| Nr.           | Naam              | Nationaliteit | Geboortedatum | Vorige club                   |
| ------------- | ----------------- | ------------- | ------------- | ----------------------------- |
| Keepers       |                   |               |               |                               |
| 1             | Keylor Navas      | Costa Rica    | 15-12-1986    | Levante (2011–2014)           |
| 13            | Kiko Casilla      | Spanje        | 02-10-1986    | Espanyol (2011–2015)          |
| 31            | Rubén Yáñez       | Spanje        | 12-10-1993    |                               |
| Verdedigers   |                   |               |               |                               |
| 2             | Raphaël Varane    | Frankrijk     | 25-04-1993    | RC Lens (2010–2011)           |
| 3             | Pepe              | Portugal      | 26-02-1983    | FC Porto (2004–2007)          |
| 4             | Sergio Ramos      | Spanje        | 30-03-1986    | Sevilla FC (2004–2005)        |
| 6             | Nacho             | Spanje        | 18-01-1990    |                               |
| 12            | Marcelo           | Brazilië      | 12-05-1988    | Fluminense (2005–2006)        |
| 15            | Daniel Carvajal   | Spanje        | 11-01-1992    | Bayer Leverkusen (2012–2013)  |
| 17            | Álvaro Arbeloa    | Spanje        | 17-01-1983    | Liverpool FC (2007–2009)      |
| 23            | Danilo            | Brazilië      | 15-07-1991    | FC Porto (2011–2015)          |
| 32            | Philipp Lienhart  | Oostenrijk    | 11-07-1996    |                               |
| 34            | Álvaro Tejero     | Spanje        | 20-07-1996    |                               |
| Middenvelders |                   |               |               |                               |
| 8             | Toni Kroos        | Duitsland     | 04-01-1990    | Bayern München (2010–2014)    |
| 10            | James Rodríguez   | Colombia      | 12-07-1991    | AS Monaco (2013–2014)         |
| 14            | Casemiro          | Brazilië      | 23-02-1992    | FC Porto (2014–2015)          |
| 16            | Mateo Kovačić     | Kroatië       | 06-05-1994    | Internazionale (2013–2015)    |
| 18            | Lucas Vázquez     | Spanje        | 01-07-1991    | Espanyol (2014–2015)          |
| 19            | Luka Modrić       | Kroatië       | 09-09-1985    | Tottenham Hotspur (2008–2012) |
| 21            | Denis Tsjerysjev  | Rusland       | 26-09-1990    | Villareal CF (2014–2015)      |
| 22            | Isco              | Spanje        | 21-04-1992    | Málaga CF (2011–2013)         |
| 28            | Marcos Llorente   | Spanje        | 30-01-1995    |                               |
| 37            | Javier Muñoz      | Spanje        | 18-02-1995    |                               |
| 41            | Martin Ødegaard   | Noorwegen     | 17-12-1998    | Strømsgodset (2014–2015)      |
| Aanvallers    |                   |               |               |                               |
| 7             | Cristiano Ronaldo | Portugal      | 05-02-1985    | Manchester United (2003–2009) |
| 9             | Karim Benzema     | Frankrijk     | 19-12-1987    | Olympique Lyon (2004–2009)    |
| 11            | Gareth Bale       | Wales         | 16-07-1989    | Tottenham Hotspur (2007–2013) |
| 20            | Jesé              | Spanje        | 26-02-1993    |                               |
| 29            | Borja Mayoral     | Spanje        | 05-04-1997    |                               |

- = Aanvoerder

### Technische staf
|                 |                        |               |                              |
| Functie         | Naam                   | Nationaliteit | Opmerking                    |
| Coach           | Zinédine Zidane (foto) | Frankrijk     | Vanaf 5 januari 2016.        |
| Assistent-coach | David Bettoni          | Frankrijk     | Vanaf 5 januari 2016.        |
| Assistent-coach | Hamidou Msaidie        | Frankrijk     | Vanaf 5 januari 2016.        |
| Keeperstrainer  | Luis Llopis            | Spanje        | Vanaf 5 januari 2016.        |
| Coach           | Rafael Benítez         | Spanje        | Ontslagen op 4 januari 2016. |
| Assistent-coach | Antonio Gómez          | Spanje        | Ontslagen op 4 januari 2016. |
| Assistent-coach | Fabio Pecchia          | Italië        | Ontslagen op 4 januari 2016. |
| Keeperstrainer  | Xavi Valero            | Spanje        | Ontslagen op 4 januari 2016. |

## Resultaten
Een overzicht van de competities waaraan Real Madrid in het seizoen 2015-2016 deelnam.
| Primera División | Copa del Rey      | Champions League |
| ---------------- | ----------------- | ---------------- |
|                  |                   |                  |
| Vicekampioen     | Gediskwalificeerd | Winnaar          |

Real Madrid stelde een niet speelgerechtigde speler op in de Copa del Rey en werd daarom gediskwalificeerd.

## Uitrustingen
Shirtsponsor(s): Fly Emirates

Sportmerk: adidas
| Thuis | Uit | Alternatief | Doelman | Doelman |

## Transfers

### Zomer
| Naam               | Nationaliteit     | Van / Naar          | Bedrag / Type            |
| ------------------ | ----------------- | ------------------- | ------------------------ |
| Inkomend           |                   |                     |                          |
| Marco Asensio      | Spanje            | Mallorca            | € 3.900.000              |
| Danilo             | Brazilië          | FC Porto            | € 31.500.000             |
| Lucas Vázquez      | Spanje            | Espanyol            | € 1.000.000              |
| Kiko Casilla       | Spanje            | Espanyol            | € 6.500.000              |
| Casemiro           | Brazilië          | FC Porto            | Einde huur (€ 7.500.000) |
| Denis Tsjerysjev   | Rusland           | Villarreal          | Einde huur               |
| Mateo Kovačić      | Kroatië           | Internazionale      | € 35.000.000             |
| TOTAAL UITGAVEN:   | TOTAAL UITGAVEN:  | TOTAAL UITGAVEN:    | € 85.400.000             |
| Uitgaand           |                   |                     |                          |
| Sami Khedira       | Duitsland         | Juventus            | Transfervrij             |
| Iker Casillas      | Spanje            | FC Porto            | Transfervrij             |
| Fernando Pacheco   | Spanje            | Deportivo Alavés    | Transfervrij             |
| Asier Illarramendi | Spanje            | Real Sociedad       | € 17.000.000             |
| Marco Asensio      | Spanje            | Espanyol            | Huur                     |
| Fabio Coentrão     | Portugal          | AS Monaco           | Huur                     |
| Álvaro Medrán      | Spanje            | Getafe              | Huur                     |
| Lucas Silva        | Brazilië          | Olympique Marseille | Huur                     |
| Diego Llorente     | Spanje            | Rayo Vallecano      | Huur                     |
| Raúl de Tomás      | Spanje            | Córdoba             | Huur                     |
| Javier Hernández   | Mexico            | Manchester United   | Einde huur               |
| TOTAAL INKOMSTEN:  | TOTAAL INKOMSTEN: | TOTAAL INKOMSTEN:   | € 17.000.000             |

### Winter
| Naam              | Nationaliteit     | Van / Naar        | Bedrag / Type |
| ----------------- | ----------------- | ----------------- | ------------- |
| Uitgaand          |                   |                   |               |
| Denis Tsjerysjev  | Rusland           | Valencia          | Huur          |
| TOTAAL INKOMSTEN: | TOTAAL INKOMSTEN: | TOTAAL INKOMSTEN: | € 0           |

## Primera División

### Wedstrijden
| Wedstrijddetails                                            | Thuisploeg | Uitslag                                          | Uitploeg                                                               | Opstelling | Kaarten                                              |
| ----------------------------------------------------------- | --- | ------------------------------------------------ | ---------------------------------------------------------------------- | --- | ---------------------------------------------------- |
| Heenronde                                                   | |                                                  |                                                                        | |                                                      |
| 23 augustus 2015 20:30 El Molinón Gijón                     | Sporting Gijón                                                                                                   | 0-0                                              | Real Madrid                                                            | Navas Danilo (84' Carvajal), Varane, Ramos, Marcelo Kroos, Modrić, Isco (71' Kovačić) Bale, Jesé (56' Rodríguez), Ronaldo          |                                                      |
| 23 augustus 2015 20:30 El Molinón Gijón                     | |                                                  |                                                                        | Navas Danilo (84' Carvajal), Varane, Ramos, Marcelo Kroos, Modrić, Isco (71' Kovačić) Bale, Jesé (56' Rodríguez), Ronaldo          |                                                      |
| 29 augustus 2015 22:30 Estadio Santiago Bernabéu Madrid     | Real Madrid | 5-0                                              | Real Betis                                                             | Navas Danilo, Varane, Ramos, Marcelo Kroos (64' Casemiro), Modrić (75' Kovačić), Rodríguez Bale, Benzema (53' Isco), Ronaldo       | 24' Kroos 60' Varane 86' Casemiro                    |
| 29 augustus 2015 22:30 Estadio Santiago Bernabéu Madrid     | 2' Bale 39' Rodríguez 47' Benzema 50' Rodríguez 89' Bale                                                         | 1-0 2-0 3-0 4-0 5-0                              |                                                                        | Navas Danilo, Varane, Ramos, Marcelo Kroos (64' Casemiro), Modrić (75' Kovačić), Rodríguez Bale, Benzema (53' Isco), Ronaldo       | 24' Kroos 60' Varane 86' Casemiro                    |
| 12 september 2015 16:00 Estadi Cornellà-El Prat Barcelona   | Espanyol | 0-6                                              | Real Madrid                                                            | Navas Carvajal, Pepe, Ramos (75' Varane), Marcelo Casemiro, Modrić (56' Kovačić), Bale Isco, Benzema (63' Vázquez), Ronaldo        | 36' Benzema 69' Kovačić                              |
| 12 september 2015 16:00 Estadi Cornellà-El Prat Barcelona   | | 0-1 0-2 0-3 0-4 0-5 0-6                          | 7' Ronaldo 17' Ronaldo 20' Ronaldo 28' Benzema 61' Ronaldo 81' Ronaldo | Navas Carvajal, Pepe, Ramos (75' Varane), Marcelo Casemiro, Modrić (56' Kovačić), Bale Isco, Benzema (63' Vázquez), Ronaldo        | 36' Benzema 69' Kovačić                              |
| 19 september 2015 16:00 Estadio Santiago Bernabéu Madrid    | Real Madrid | 1-0                                              | Granada                                                                | Navas Carvajal, Pepe, Varane, Marcelo Modrić, Kroos (62' Kovačić), Isco (85' Casemiro) Vázquez, Benzema (77' Tsjerysjev), Ronaldo  | 43' Isco                                             |
| 19 september 2015 16:00 Estadio Santiago Bernabéu Madrid    | 55' Benzema | 1-0                                              |                                                                        | Navas Carvajal, Pepe, Varane, Marcelo Modrić, Kroos (62' Kovačić), Isco (85' Casemiro) Vázquez, Benzema (77' Tsjerysjev), Ronaldo  | 43' Isco                                             |
| 23 september 2015 21:00 San Mamés Bilbao                    | Athletic Bilbao                                                                                                  | 1-2                                              | Real Madrid                                                            | Navas Carvajal, Pepe, Varane, Marcelo Modrić, Kroos, Kovačić (89' Vázquez) Isco (72' Jesé), Benzema (80' Casemiro), Ronaldo        | 52' Ronaldo 57' Pepe 78' Kroos                       |
| 23 september 2015 21:00 San Mamés Bilbao                    | 67' Sabin | 0-1 1-1 1-2                                      | 19' Benzema 70' Benzema                                                | Navas Carvajal, Pepe, Varane, Marcelo Modrić, Kroos, Kovačić (89' Vázquez) Isco (72' Jesé), Benzema (80' Casemiro), Ronaldo        | 52' Ronaldo 57' Pepe 78' Kroos                       |
| 26 september 2015 18:15 Estadio Santiago Bernabéu Madrid    | Real Madrid | 0-0                                              | Málaga                                                                 | Navas Carvajal, Varane, Nacho, Marcelo Modrić, Kroos, Isco Jesé (60' Kovačić), Benzema, Ronaldo                                    | 48' Varane 52' Nacho 89' Carvajal 90+4' Ronaldo      |
| 26 september 2015 18:15 Estadio Santiago Bernabéu Madrid    | |                                                  |                                                                        | Navas Carvajal, Varane, Nacho, Marcelo Modrić, Kroos, Isco Jesé (60' Kovačić), Benzema, Ronaldo                                    | 48' Varane 52' Nacho 89' Carvajal 90+4' Ronaldo      |
| 4 oktober 2015 20:30 Estadio Vicente Calderón Madrid        | Atlético Madrid                                                                                                  | 1-1                                              | Real Madrid                                                            | Navas Carvajal (42' Arbeloa), Varane, Ramos, Marcelo Modrić, Casemiro, Kroos Isco (66' Bale), Benzema (77' Kovačić), Ronaldo       | 21' Ramos 59' Varane 61' Casemiro 89' Arbeloa        |
| 4 oktober 2015 20:30 Estadio Vicente Calderón Madrid        | 83' Vietto | 0-1 1-1                                          | 9' Benzema                                                             | Navas Carvajal (42' Arbeloa), Varane, Ramos, Marcelo Modrić, Casemiro, Kroos Isco (66' Bale), Benzema (77' Kovačić), Ronaldo       | 21' Ramos 59' Varane 61' Casemiro 89' Arbeloa        |
| 17 oktober 2015 16:00 Estadio Santiago Bernabéu Madrid      | Real Madrid | 3-0                                              | Levante                                                                | Navas Danilo, Varane, Nacho, Marcelo Kovačić (77' M. Llorente), Casemiro, Kroos Isco (69' Jesé), Ronaldo, Bale (46' Vázquez)       | 45' Kovačić                                          |
| 17 oktober 2015 16:00 Estadio Santiago Bernabéu Madrid      | 27' Marcelo 30' Ronaldo 81' Jesé                                                                                 | 1-0 2-0 3-0                                      |                                                                        | Navas Danilo, Varane, Nacho, Marcelo Kovačić (77' M. Llorente), Casemiro, Kroos Isco (69' Jesé), Ronaldo, Bale (46' Vázquez)       | 45' Kovačić                                          |
| 24 oktober 2015 16:00 Estadio Balaídos Vigo                 | Celta de Vigo | 1-3                                              | Real Madrid                                                            | Navas Danilo, Varane, Ramos, Marcelo Modrić (80' Nacho), Casemiro, Kroos Vázquez (62' Isco), Ronaldo, Jesé (70' Tsjerysjev)        | 52' Vázquez                                          |
| 24 oktober 2015 16:00 Estadio Balaídos Vigo                 | 85' Nolito | 0-1 0-2 1-2 1-3                                  | 8' Ronaldo 23' Danilo 90+5' Marcelo                                    | Navas Danilo, Varane, Ramos, Marcelo Modrić (80' Nacho), Casemiro, Kroos Vázquez (62' Isco), Ronaldo, Jesé (70' Tsjerysjev)        | 52' Vázquez                                          |
| 31 oktober 2015 16:00 Estadio Santiago Bernabéu Madrid      | Real Madrid | 3-1                                              | Las Palmas                                                             | Casilla Danilo, Varane, Nacho, Marcelo Modrić (46' Vázquez), Casemiro, Kroos (87' Mayoral) Isco, Ronaldo, Jesé (80' M. Llorente)   |                                                      |
| 31 oktober 2015 16:00 Estadio Santiago Bernabéu Madrid      | 4' Isco 14' Ronaldo 43' Jesé                                                                                     | 1-0 2-0 2-1 3-1                                  | 38' Hernán                                                             | Casilla Danilo, Varane, Nacho, Marcelo Modrić (46' Vázquez), Casemiro, Kroos (87' Mayoral) Isco, Ronaldo, Jesé (80' M. Llorente)   |                                                      |
| 8 november 2015 20:30 Estadio Ramón Sánchez Pizjuán Sevilla | Sevilla FC | 3-2                                              | Real Madrid                                                            | Casilla Danilo, Pepe, Ramos (32' Varane), Nacho Modrić, Casemiro, Kroos (78' Jesé) Isco (63' Rodríguez), Bale, Ronaldo             | 5' Nacho                                             |
| 8 november 2015 20:30 Estadio Ramón Sánchez Pizjuán Sevilla | 36' Immobile 61' Banega 74' Llorente                                                                             | 0-1 1-1 2-1 3-1 3-2                              | 22' Ramos 90+3' Rodríguez                                              | Casilla Danilo, Pepe, Ramos (32' Varane), Nacho Modrić, Casemiro, Kroos (78' Jesé) Isco (63' Rodríguez), Bale, Ronaldo             | 5' Nacho                                             |
| 21 november 2015 18:15 Estadio Santiago Bernabéu Madrid     | Real Madrid | 0-4                                              | FC Barcelona                                                           | Navas Danilo, Varane, Ramos, Marcelo (59' Carvajal) Modrić, Kroos, Bale Rodríguez (55' Isco), Benzema, Ronaldo                     | 23' Rodríguez 51' Ramos 83' Carvajal 84' Isco        |
| 21 november 2015 18:15 Estadio Santiago Bernabéu Madrid     | | 0-1 0-2 0-3 0-4                                  | 11' Suárez 39' Neymar 53' Iniesta 74' Suárez                           | Navas Danilo, Varane, Ramos, Marcelo (59' Carvajal) Modrić, Kroos, Bale Rodríguez (55' Isco), Benzema, Ronaldo                     | 23' Rodríguez 51' Ramos 83' Carvajal 84' Isco        |
| 29 november 2015 16:00 Estadio Municipal de Ipurua Eibar    | Eibar | 0-2                                              | Real Madrid                                                            | Navas Carvajal (85' Benzema), Pepe, Nacho, Danilo Rodríguez (65' Vázquez), Modrić, Kroos, Kovačić (79' Casemiro) Bale, Ronaldo     | 37' Kovačić 61' Pepe 63' Bale 77' Vázquez            |
| 29 november 2015 16:00 Estadio Municipal de Ipurua Eibar    | | 0-1 0-2                                          | 43' Bale 82' Ronaldo (pen.)                                            | Navas Carvajal (85' Benzema), Pepe, Nacho, Danilo Rodríguez (65' Vázquez), Modrić, Kroos, Kovačić (79' Casemiro) Bale, Ronaldo     | 37' Kovačić 61' Pepe 63' Bale 77' Vázquez            |
| 5 december 2015 16:00 Estadio Santiago Bernabéu Madrid      | Real Madrid | 4-1                                              | Getafe                                                                 | Navas Vázquez, Pepe (87' Arbeloa), Nacho, Danilo Modrić (62' Kovačić), Kroos, Rodríguez Bale, Benzema (78' Jesé), Ronaldo          | 37' Danilo                                           |
| 5 december 2015 16:00 Estadio Santiago Bernabéu Madrid      | 4' Benzema 16' Benzema 35' Bale 38' Ronaldo                                                                      | 1-0 2-0 3-0 4-0 4-1                              | 70' Alexis                                                             | Navas Vázquez, Pepe (87' Arbeloa), Nacho, Danilo Modrić (62' Kovačić), Kroos, Rodríguez Bale, Benzema (78' Jesé), Ronaldo          | 37' Danilo                                           |
| 13 december 2015 20:30 Estadio El Madrigal Villarreal       | Villarreal | 1-0                                              | Real Madrid                                                            | Navas Danilo, Pepe, Ramos, Marcelo (89' Jesé) Modrić (78' Isco), Casemiro (79' Kovačić), Rodríguez Bale, Benzema, Ronaldo          | 31' Marcelo 66' Ramos                                |
| 13 december 2015 20:30 Estadio El Madrigal Villarreal       | 8' Soldado | 1-0                                              |                                                                        | Navas Danilo, Pepe, Ramos, Marcelo (89' Jesé) Modrić (78' Isco), Casemiro (79' Kovačić), Rodríguez Bale, Benzema, Ronaldo          | 31' Marcelo 66' Ramos                                |
| 20 december 2015 16:00 Estadio Santiago Bernabéu Madrid     | Real Madrid | 10-2                                             | Rayo Vallecano                                                         | Navas Danilo, Ramos, Pepe, Marcelo (62' Vázquez) Modrić, Kroos, Rodríguez (65' Kovačić) Bale (74' Arbeloa), Benzema, Ronaldo       | 72' Danilo                                           |
| 20 december 2015 16:00 Estadio Santiago Bernabéu Madrid     | 3' Danilo 25' Bale 30' Ronaldo (pen.) 41' Bale 48' Benzema 53' Ronaldo 61' Bale 70' Bale 79' Benzema 90' Benzema | 1-0 1-1 1-2 2-2 3-2 4-2 5-2 6-2 7-2 8-2 9-2 10-2 | 10' Amaya 12' Jozabed                                                  | Navas Danilo, Ramos, Pepe, Marcelo (62' Vázquez) Modrić, Kroos, Rodríguez (65' Kovačić) Bale (74' Arbeloa), Benzema, Ronaldo       | 72' Danilo                                           |
| 30 december 2015 16:00 Estadio Santiago Bernabéu Madrid     | Real Madrid | 3-1                                              | Real Sociedad                                                          | Navas Danilo, Pepe, Nacho, Marcelo Modrić (88' Casemiro), Kroos, Rodríguez (59' Kovačić) Bale, Benzema (76' Vázquez), Ronaldo      | 56' Nacho                                            |
| 30 december 2015 16:00 Estadio Santiago Bernabéu Madrid     | 42' Ronaldo (pen.) 67' Ronaldo 86' Vázquez                                                                       | 1-0 1-1 2-1 3-1                                  | 49' Bruma                                                              | Navas Danilo, Pepe, Nacho, Marcelo Modrić (88' Casemiro), Kroos, Rodríguez (59' Kovačić) Bale, Benzema (76' Vázquez), Ronaldo      | 56' Nacho                                            |
| 3 januari 2016 20:30 Estadio Mestalla Valencia              | Valencia | 2-2                                              | Real Madrid                                                            | Navas Danilo, Pepe, Ramos, Marcelo Modrić, Kroos, Kovačić Bale, Benzema (67' Vázquez), Ronaldo                                     | 45' Pepe 68' Kovačić                                 |
| 3 januari 2016 20:30 Estadio Mestalla Valencia              | 45+1' Parejo (pen.) 83' Alcácer                                                                                  | 0-1 1-1 1-2 2-2                                  | 16' Benzema 82' Bale                                                   | Navas Danilo, Pepe, Ramos, Marcelo Modrić, Kroos, Kovačić Bale, Benzema (67' Vázquez), Ronaldo                                     | 45' Pepe 68' Kovačić                                 |
| 9 januari 2016 20:30 Estadio Santiago Bernabéu Madrid       | Real Madrid | 5-0                                              | Deportivo La Coruña                                                    | Navas Carvajal, Pepe, Ramos (46' Varane), Marcelo Modrić, Kroos, Isco (66' Rodríguez) Bale (74' Jesé), Benzema, Ronaldo            |                                                      |
| 9 januari 2016 20:30 Estadio Santiago Bernabéu Madrid       | 15' Benzema 22' Bale 49' Bale 63' Bale 90+1' Benzema                                                             | 1-0 2-0 3-0 4-0 5-0                              |                                                                        | Navas Carvajal, Pepe, Ramos (46' Varane), Marcelo Modrić, Kroos, Isco (66' Rodríguez) Bale (74' Jesé), Benzema, Ronaldo            |                                                      |
| Terugronde                                                  | |                                                  |                                                                        | |                                                      |
| 17 januari 2016 16:00 Estadio Santiago Bernabéu Madrid      | Real Madrid | 5-1                                              | Sporting Gijón                                                         | Navas Carvajal, Varane, Pepe, Marcelo Modrić, Kroos, Isco (60' Rodríguez) Bale (46' Jesé), Benzema (65' Kovačić), Ronaldo          | 57' Modrić                                           |
| 17 januari 2016 16:00 Estadio Santiago Bernabéu Madrid      | 7' Bale 9' Ronaldo 12' Benzema 18' Ronaldo 41' Benzema                                                           | 1-0 2-0 3-0 4-0 5-0 5-1                          | 62' López                                                              | Navas Carvajal, Varane, Pepe, Marcelo Modrić, Kroos, Isco (60' Rodríguez) Bale (46' Jesé), Benzema (65' Kovačić), Ronaldo          | 57' Modrić                                           |
| 24 januari 2016 20:30 Estadio Benito Villamarín Sevilla     | Real Betis | 1-1                                              | Real Madrid                                                            | Navas Danilo (64' Carvajal), Varane, Pepe, Marcelo Modrić, Kroos, Isco Rodríguez (80' Jesé), Benzema, Ronaldo                      | 64' Danilo 90+2' Carvajal                            |
| 24 januari 2016 20:30 Estadio Benito Villamarín Sevilla     | 7' Cejudo | 1-0 1-1                                          | 71' Benzema                                                            | Navas Danilo (64' Carvajal), Varane, Pepe, Marcelo Modrić, Kroos, Isco Rodríguez (80' Jesé), Benzema, Ronaldo                      | 64' Danilo 90+2' Carvajal                            |
| 31 januari 2016 20:30 Estadio Santiago Bernabéu Madrid      | Real Madrid | 6-0                                              | Espanyol                                                               | Navas Carvajal, Varane, Ramos, Marcelo Modrić (63' Jesé), Kroos (70' Casemiro), Isco Rodríguez, Benzema (75' Vázquez), Ronaldo     | 84' Casemiro                                         |
| 31 januari 2016 20:30 Estadio Santiago Bernabéu Madrid      | 7' Benzema 12' Ronaldo (pen.) 16' Rodríguez 45' Ronaldo 82' Ronaldo 86' Duarte (own)                             | 1-0 2-0 3-0 4-0 5-0 6-0                          |                                                                        | Navas Carvajal, Varane, Ramos, Marcelo Modrić (63' Jesé), Kroos (70' Casemiro), Isco Rodríguez, Benzema (75' Vázquez), Ronaldo     | 84' Casemiro                                         |
| 7 februari 2016 20:30 Estadio Nuevo Los Cármenes Granada    | Granada | 1-2                                              | Real Madrid                                                            | Navas Carvajal (86' Nacho), Varane, Ramos, Marcelo Modrić, Kroos, Isco (78' Kovačić) Rodríguez (61' Jesé), Benzema, Ronaldo        | 62' Ramos 83' Carvajal                               |
| 7 februari 2016 20:30 Estadio Nuevo Los Cármenes Granada    | 60' El-Arabi | 0-1 1-1 1-2                                      | 30' Benzema 85' Modrić                                                 | Navas Carvajal (86' Nacho), Varane, Ramos, Marcelo Modrić, Kroos, Isco (78' Kovačić) Rodríguez (61' Jesé), Benzema, Ronaldo        | 62' Ramos 83' Carvajal                               |
| 13 februari 2016 16:00 Estadio Santiago Bernabéu Madrid     | Real Madrid | 4-2                                              | Athletic Bilbao                                                        | Navas Danilo (68' Nacho), Varane, Ramos, Carvajal Modrić, Kroos, Kovačić (72' Isco) Rodríguez (80' Vázquez), Benzema, Ronaldo      | 16' Varane 71' Modrić 83' Varane                     |
| 13 februari 2016 16:00 Estadio Santiago Bernabéu Madrid     | 3' Ronaldo 37' Rodríguez 45' Kroos 87' Ronaldo                                                                   | 1-0 1-1 2-1 3-1 4-1 4-2                          | 10' Eraso 90' Elustondo                                                | Navas Danilo (68' Nacho), Varane, Ramos, Carvajal Modrić, Kroos, Kovačić (72' Isco) Rodríguez (80' Vázquez), Benzema, Ronaldo      | 16' Varane 71' Modrić 83' Varane                     |
| 21 februari 2016 16:00 Estadio La Rosaleda Málaga           | Málaga | 1-1                                              | Real Madrid                                                            | Navas Carvajal, Nachos, Ramos, Marcelo Modrić, Kroos, Kovačić Jesé (61' Vázquez), Isco (75' Rodríguez), Ronaldo                    | 24' Marcelo 71' Modrić                               |
| 21 februari 2016 16:00 Estadio La Rosaleda Málaga           | 66' Albentosa | 0-1 1-1                                          | 33' Ronaldo                                                            | Navas Carvajal, Nachos, Ramos, Marcelo Modrić, Kroos, Kovačić Jesé (61' Vázquez), Isco (75' Rodríguez), Ronaldo                    | 24' Marcelo 71' Modrić                               |
| 27 februari 2016 16:00 Estadio Santiago Bernabéu Madrid     | Real Madrid | 0-1                                              | Atlético Madrid                                                        | Navas Carvajal, Varane, Ramos, Danilo Modrić, Kroos, Isco (70' Jesé) Rodríguez (57' Vázquez), Benzema (46' Mayoral), Ronaldo       | 62' Vázquez 90+1' Carvajal 90+2' Ramos               |
| 27 februari 2016 16:00 Estadio Santiago Bernabéu Madrid     | | 0-1                                              | 53' Griezmann                                                          | Navas Carvajal, Varane, Ramos, Danilo Modrić, Kroos, Isco (70' Jesé) Rodríguez (57' Vázquez), Benzema (46' Mayoral), Ronaldo       | 62' Vázquez 90+1' Carvajal 90+2' Ramos               |
| 2 maart 2016 21:00 Estadi Ciutat de València Valencia       | Levante | 1-3                                              | Real Madrid                                                            | Navas Danilo, Pepe, Varane, Nacho Casemiro (74' Kovačić), Kroos, Rodríguez (80' Isco) Vázquez, Mayoral (86' Jesé), Ronaldo         | 39' Vázquez                                          |
| 2 maart 2016 21:00 Estadi Ciutat de València Valencia       | 39' Deyverson | 0-1 0-2 1-2 1-3                                  | 34' Ronaldo (pen.) 38' Mariño (own) 90+2' Isco                         | Navas Danilo, Pepe, Varane, Nacho Casemiro (74' Kovačić), Kroos, Rodríguez (80' Isco) Vázquez, Mayoral (86' Jesé), Ronaldo         | 39' Vázquez                                          |
| 5 maart 2016 16:00 Estadio Santiago Bernabéu Madrid         | Real Madrid | 7-1                                              | Celta de Vigo                                                          | Navas Carvajal (77' Marcelo), Pepe, Ramos, Danilo Kovačić, Casemiro, Isco (65' Bale) Vázquez, Mayoral (70' Jesé), Ronaldo          | 25' Danilo 29' Pepe                                  |
| 5 maart 2016 16:00 Estadio Santiago Bernabéu Madrid         | 41' Pepe 50' Ronaldo 58' Ronaldo 64' Ronaldo 76' Ronaldo 77' Jesé 81' Bale                                       | 1-0 2-0 3-0 3-1 4-1 5-1 6-1 7-1                  | 62' Aspas                                                              | Navas Carvajal (77' Marcelo), Pepe, Ramos, Danilo Kovačić, Casemiro, Isco (65' Bale) Vázquez, Mayoral (70' Jesé), Ronaldo          | 25' Danilo 29' Pepe                                  |
| 13 maart 2016 20:30 Estadio de Gran Canaria Las Palmas      | Las Palmas | 1-2                                              | Real Madrid                                                            | Navas Carvajal, Pepe, Ramos, Arbeloa Modrić (90' Marcelo), Casemiro, Isco (60' Kovačić) Vázquez, Ronaldo, Bale (79' Jesé)          | 16' Casemiro 54' Ramos 55' Isco 61' Pepe 90+1' Ramos |
| 13 maart 2016 20:30 Estadio de Gran Canaria Las Palmas      | 87' Willian José                                                                                                 | 0-1 1-1 1-2                                      | 24' Ramos 89' Casemiro                                                 | Navas Carvajal, Pepe, Ramos, Arbeloa Modrić (90' Marcelo), Casemiro, Isco (60' Kovačić) Vázquez, Ronaldo, Bale (79' Jesé)          | 16' Casemiro 54' Ramos 55' Isco 61' Pepe 90+1' Ramos |
| 20 maart 2016 20:30 Estadio Santiago Bernabéu Madrid        | Real Madrid | 4-0                                              | Sevilla                                                                | Navas Danilo, Varane, Nacho, Marcelo Kroos, Casemiro (76' Rodríguez), Modrić Bale (70' Jesé), Benzema (81' Isco), Ronaldo          | 26' Varane 54' Casemiro                              |
| 20 maart 2016 20:30 Estadio Santiago Bernabéu Madrid        | 6' Benzema 64' Ronaldo 66' Bale 86' Jesé                                                                         | 1-0 2-0 3-0 4-0                                  |                                                                        | Navas Danilo, Varane, Nacho, Marcelo Kroos, Casemiro (76' Rodríguez), Modrić Bale (70' Jesé), Benzema (81' Isco), Ronaldo          | 26' Varane 54' Casemiro                              |
| 2 april 2016 20:30 Camp Nou Barcelona                       | FC Barcelona | 1-2                                              | Real Madrid                                                            | Navas Carvajal, Pepe, Ramos, Marcelo Modrić, Casemiro, Kroos Bale (90+1' Vázquez), Benzema (78' Jesé), Ronaldo                     | 10' Ramos 18' Carvajal 83' Ramos                     |
| 2 april 2016 20:30 Camp Nou Barcelona                       | 56' Piqué | 1-0 1-1 1-2                                      | 62' Benzema 85' Ronaldo                                                | Navas Carvajal, Pepe, Ramos, Marcelo Modrić, Casemiro, Kroos Bale (90+1' Vázquez), Benzema (78' Jesé), Ronaldo                     | 10' Ramos 18' Carvajal 83' Ramos                     |
| 9 april 2016 16:00 Estadio Santiago Bernabéu Madrid         | Real Madrid | 4-0                                              | Eibar                                                                  | Casilla Carvajal (63' Danilo), Pepe, Nachos, Arbeloa Isco, Casemiro (54' Kovačić), Rodríguez Vázquez, Jesé (76' Mayoral), Ronaldo  | 78' Danilo                                           |
| 9 april 2016 16:00 Estadio Santiago Bernabéu Madrid         | 56' Piqué | 1-0 1-1 1-2                                      | 62' Benzema 85' Ronaldo                                                | Casilla Carvajal (63' Danilo), Pepe, Nachos, Arbeloa Isco, Casemiro (54' Kovačić), Rodríguez Vázquez, Jesé (76' Mayoral), Ronaldo  | 78' Danilo                                           |
| 16 april 2016 16:00 Coliseum Alfonso Pérez Madrid           | Getafe | 1-5                                              | Real Madrid                                                            | Navas Carvajal (52' Nacho), Pepe, Varane, Marcelo Isco, Kroos, Rodríguez Bale (57' Vázquez), Benzema (67' Jesé), Ronaldo           | 90' Nacho                                            |
| 16 april 2016 16:00 Coliseum Alfonso Pérez Madrid           | 83' Sarabia | 0-1 0-2 0-3 1-3 1-4 1-5                          | 29' Benzema 40' Isco 50' Bale 88' Rodríguez 90+2' Ronaldo              | Navas Carvajal (52' Nacho), Pepe, Varane, Marcelo Isco, Kroos, Rodríguez Bale (57' Vázquez), Benzema (67' Jesé), Ronaldo           | 90' Nacho                                            |
| 20 april 2016 22:00 Estadio Santiago Bernabéu Madrid        | Real Madrid | 3-0                                              | Villarreal                                                             | Navas Danilo, Varane, Ramos, Marcelo Modrić (79' Rodríguez), Casemiro, Kroos (73' Isco) Vázquez (84' Jesé), Benzema, Ronaldo       | 45' Danilo 85' Casemiro                              |
| 20 april 2016 22:00 Estadio Santiago Bernabéu Madrid        | 41' Benzema 69' Vázquez 76' Modrić                                                                               | 1-0 2-0 3-0                                      |                                                                        | Navas Danilo, Varane, Ramos, Marcelo Modrić (79' Rodríguez), Casemiro, Kroos (73' Isco) Vázquez (84' Jesé), Benzema, Ronaldo       | 45' Danilo 85' Casemiro                              |
| 23 april 2016 16:00 Campo de Fútbol de Vallecas Madrid      | Rayo Vallecano                                                                                                   | 2-3                                              | Real Madrid                                                            | Navas Danilo, Pepe, Varane, Marcelo Kovačić (78' Rodríguez), Kroos, Isco Bale, Benzema (42' Vázquez), Jesé (63' Modrić)            | 66' Kovačić                                          |
| 23 april 2016 16:00 Campo de Fútbol de Vallecas Madrid      | 7' Embarba 14' Fedor                                                                                             | 1-0 2-0 2-1 2-2 2-3                              | 35' Bale 52' Vázquez 81' Bale                                          | Navas Danilo, Pepe, Varane, Marcelo Kovačić (78' Rodríguez), Kroos, Isco Bale, Benzema (42' Vázquez), Jesé (63' Modrić)            | 66' Kovačić                                          |
| 30 april 2016 16:00 Estadio Anoeta San Sebastián            | Real Sociedad | 0-1                                              | Real Madrid                                                            | Navas Danilo, Varane, Ramos, Nacho Modrić (85' Kovačić), Casemiro, Rodríguez (73' Isco) Bale, Mayoral (65' Jesé), Vázquez          | 41' Bale 59' Ramos 62' Nacho 75' Modrić              |
| 30 april 2016 16:00 Estadio Anoeta San Sebastián            | | 0-1                                              | 80' Bale                                                               | Navas Danilo, Varane, Ramos, Nacho Modrić (85' Kovačić), Casemiro, Rodríguez (73' Isco) Bale, Mayoral (65' Jesé), Vázquez          | 41' Bale 59' Ramos 62' Nacho 75' Modrić              |
| 8 mei 2016 17:00 Estadio Santiago Bernabéu Madrid           | Real Madrid | 3-2                                              | Valencia                                                               | Casilla Danilo, Varane, Ramos, Marcelo Kroos, Casemiro, Rodríguez Vázquez (76' Jesé), Benzema (65' Kovačić), Ronaldo (79' Arbeloa) | 52' Casemiro                                         |
| 8 mei 2016 17:00 Estadio Santiago Bernabéu Madrid           | 26' Ronaldo 42' Benzema 59' Ronaldo                                                                              | 1-0 2-0 2-1 3-1 3-2                              | 55' Rodrigo 81' Gomes                                                  | Casilla Danilo, Varane, Ramos, Marcelo Kroos, Casemiro, Rodríguez Vázquez (76' Jesé), Benzema (65' Kovačić), Ronaldo (79' Arbeloa) | 52' Casemiro                                         |
| 15 mei 2016 17:00 Estadio Municipal de Riazor La Coruña     | Deportivo La Coruña                                                                                              | 0-2                                              | Real Madrid                                                            | Navas Carvajal, Pepe, Ramos, Marcelo Modrić, Casemiro, Kroos (61' Isco) Bale (76' Jesé), Benzema, Ronaldo (46' Rodríguez)          | 50' Kroos 86' Ramos 90' Modrić                       |
| 15 mei 2016 17:00 Estadio Municipal de Riazor La Coruña     | | 0-1 0-2                                          | 7' Ronaldo 25' Ronaldo                                                 | Navas Carvajal, Pepe, Ramos, Marcelo Modrić, Casemiro, Kroos (61' Isco) Bale (76' Jesé), Benzema, Ronaldo (46' Rodríguez)          | 50' Kroos 86' Ramos 90' Modrić                       |

### Overzicht
| Speeldag  | 1  | 2 | 3 | 4  | 5  | 6  | 7  | 8  | 9  | 10 | 11 | 12 | 13 | 14 | 15 | 16 | 17 | 18 | 19 | 20 | 21 | 22 | 23 | 24 | 25 | 26 | 27 | 28 | 29 | 30 | 31 | 32 | 33 | 34 | 35 | 36 | 37 | 38 |
| --------- | -- | - | - | -- | -- | -- | -- | -- | -- | -- | -- | -- | -- | -- | -- | -- | -- | -- | -- | -- | -- | -- | -- | -- | -- | -- | -- | -- | -- | -- | -- | -- | -- | -- | -- | -- | -- | -- |
| Resultaat | g  | w | w | w  | w  | g  | g  | w  | w  | w  | v  | v  | w  | w  | v  | w  | w  | g  | w  | w  | g  | w  | w  | w  | g  | v  | w  | w  | w  | w  | w  | w  | w  | w  | w  | w  | w  | w  |
| Punten    | 1  | 4 | 7 | 10 | 13 | 14 | 15 | 18 | 21 | 24 | 24 | 24 | 27 | 30 | 30 | 33 | 36 | 37 | 40 | 43 | 44 | 47 | 50 | 53 | 54 | 54 | 57 | 60 | 63 | 66 | 69 | 72 | 75 | 78 | 81 | 84 | 87 | 90 |
| Positie   | 11 | 5 | 2 | 2  | 1  | 3  | 2  | 1  | 1  | 1  | 2  | 3  | 3  | 3  | 3  | 3  | 3  | 3  | 3  | 3  | 3  | 3  | 3  | 3  | 3  | 3  | 3  | 3  | 3  | 3  | 3  | 3  | 3  | 3  | 3  | 3  | 2  | 2  |

## Copa del Rey
Real Madrid stelde met Denis Tsjerysjev een niet-speelgerechtigde speler op. De Rus zat een schorsing uit die hij bij zijn vorige werkgever, Villarreal, had opgelopen, maar werd toch opgesteld door Real dat beweerde niet op de hoogte te zijn van de schorsing. Tsjerysjev opende na enkele minuten de score maar werd, nadat het nieuws van zijn speelgerechtigdheid begon uit te lekken, reeds aan de rust gewisseld. Real won de heenwedstrijd van de 1/16 finale met 1-3. Enkele dagen later werd de club gediskwalificeerd door de Spaanse voetbalbond. De Oostenrijker Philipp Lienhart maakte zijn debuut in het controversiële bekerduel.
| Copa del Rey                                          |             |                 |                                 | |         |
| Wedstrijddetails                                      | Thuisploeg  | Uitslag         | Uitploeg                        | Opstelling | Kaarten |
| 1/16 finale                                           |             |                 |                                 | |         |
| 2 december 2015 22:00 Estadio Ramón de Carranza Cádiz | Cádiz (III) | 1-3             | Real Madrid                     | Casilla Vázquez, Pepe (89' Tejero), Nacho, Arbeloa Casemiro, M. Llorente, Isco Rodríguez (78' Lienhart), Jesé, Tsjerysjev (46' Kovačić) |         |
| 2 december 2015 22:00 Estadio Ramón de Carranza Cádiz | 88' Márquez | 0-1 0-2 0-3 1-3 | 3' Tsjerysjev 65' Isco 74' Isco | Casilla Vázquez, Pepe (89' Tejero), Nacho, Arbeloa Casemiro, M. Llorente, Isco Rodríguez (78' Lienhart), Jesé, Tsjerysjev (46' Kovačić) |         |

## UEFA Champions League
| UEFA Champions League                                    |                                                                                                 |                                 |                                                 | |                                                                      |
| Wedstrijddetails                                         | Thuisploeg                                                                                      | Uitslag                         | Uitploeg                                        | Opstelling | Kaarten                                                              |
| Groepsfase                                               |                                                                                                 |                                 |                                                 | |                                                                      |
| 15 september 2015 20:45 Estadio Santiago Bernabéu Madrid | Real Madrid                                                                                     | 4-0                             | Sjachtar Donetsk                                | Navas Carvajal, Varane (46' Pepe), Ramos (59' Nacho), Marcelo Modrić, Kroos, Bale (32' Kovačić) Isco, Benzema, Ronaldo                                                         |                                                                      |
| 15 september 2015 20:45 Estadio Santiago Bernabéu Madrid | 30' Benzema 54' Ronaldo 63' Ronaldo 81' Ronaldo                                                 | 1-0 2-0 3-0 4-0                 |                                                 | Navas Carvajal, Varane (46' Pepe), Ramos (59' Nacho), Marcelo Modrić, Kroos, Bale (32' Kovačić) Isco, Benzema, Ronaldo                                                         |                                                                      |
| 30 september 2015 20:45 Swedbankstadion Malmö            | Malmö FF                                                                                        | 0-2                             | Real Madrid                                     | Navas Carvajal, Varane, Nacho, Arbeloa Casemiro, Kroos, Kovačić (73' Vázquez) Isco (84' Tsjerysjev), Benzema (68' Modrić), Ronaldo                                             | 11' Kovačić 37' Casemiro 75' Isco                                    |
| 30 september 2015 20:45 Swedbankstadion Malmö            |                                                                                                 | 0-1 0-2                         | 29' Ronaldo 90' Ronaldo                         | Navas Carvajal, Varane, Nacho, Arbeloa Casemiro, Kroos, Kovačić (73' Vázquez) Isco (84' Tsjerysjev), Benzema (68' Modrić), Ronaldo                                             | 11' Kovačić 37' Casemiro 75' Isco                                    |
| 21 oktober 2015 20:45 Parc des Princes Parijs            | Paris Saint-Germain                                                                             | 0-0                             | Real Madrid                                     | Navas Danilo, Ramos, Varane, Marcelo Vázquez, Casemiro, Kroos Isco (69' Modrić), Ronaldo, Jesé (73' Tsjerysjev)                                                                | 60' Ramos 77' Vázquez 85' Tsjerysjev                                 |
| 21 oktober 2015 20:45 Parc des Princes Parijs            |                                                                                                 |                                 |                                                 | Navas Danilo, Ramos, Varane, Marcelo Vázquez, Casemiro, Kroos Isco (69' Modrić), Ronaldo, Jesé (73' Tsjerysjev)                                                                | 60' Ramos 77' Vázquez 85' Tsjerysjev                                 |
| 3 november 2015 20:45 Estadio Santiago Bernabéu Madrid   | Real Madrid                                                                                     | 1-0                             | Paris Saint-Germain                             | Navas Danilo, Varane, Ramos, Marcelo (33' Nacho) Modrić, Casemiro, Kroos Isco (82' Kovačić), Ronaldo, Jesé (63' Vázquez)                                                       | 88' Casemiro 90+2' Navas                                             |
| 3 november 2015 20:45 Estadio Santiago Bernabéu Madrid   | 35' Nacho                                                                                       | 1-0                             |                                                 | Navas Danilo, Varane, Ramos, Marcelo (33' Nacho) Modrić, Casemiro, Kroos Isco (82' Kovačić), Ronaldo, Jesé (63' Vázquez)                                                       | 88' Casemiro 90+2' Navas                                             |
| 25 november 2015 20:45 Donbas Arena Donetsk              | Sjachtar Donetsk                                                                                | 3-4                             | Real Madrid                                     | Casilla Carvajal, Pepe, Varane (33' Danilo), Nacho Modrić (62' Kroos), Casemiro, Kovačić Isco, Ronaldo, Bale (71' Benzema)                                                     | 48' Carvajal 87' Danilo                                              |
| 25 november 2015 20:45 Donbas Arena Donetsk              | 77' Teixeira (pen.) 83' Dentinho 88' Teixeira                                                   | 0-1 0-2 0-3 0-4 1-4 2-4 3-4     | 18' Ronaldo 50' Modrić 52' Carvajal 70' Ronaldo | Casilla Carvajal, Pepe, Varane (33' Danilo), Nacho Modrić (62' Kroos), Casemiro, Kovačić Isco, Ronaldo, Bale (71' Benzema)                                                     | 48' Carvajal 87' Danilo                                              |
| 8 december 2015 20:45 Estadio Santiago Bernabéu Madrid   | Real Madrid                                                                                     | 8-0                             | Malmö FF                                        | Casilla Danilo, Pepe (53' Marcelo), Nacho, Arbeloa Rodríguez (65' Jesé), Casemiro, Kovačić (76' Tsjerysjev) Isco, Benzema, Ronaldo                                             |                                                                      |
| 8 december 2015 20:45 Estadio Santiago Bernabéu Madrid   | 12' Benzema 24' Benzema 39' Ronaldo 47' Ronaldo 50' Ronaldo 58' Ronaldo 70' Kovačić 74' Benzema | 1-0 2-0 3-0 4-0 5-0 6-0 7-0 8-0 |                                                 | Casilla Danilo, Pepe (53' Marcelo), Nacho, Arbeloa Rodríguez (65' Jesé), Casemiro, Kovačić (76' Tsjerysjev) Isco, Benzema, Ronaldo                                             |                                                                      |
| 1/8 finale                                               |                                                                                                 |                                 |                                                 | |                                                                      |
| 17 februari 2016 20:45 Stadio Olimpico Rome              | AS Roma                                                                                         | 0-2                             | Real Madrid                                     | Navas Carvajal, Varane, Ramos, Marcelo Modrić, Kroos, Isco (64' Kovačić) Rodríguez (82' Jesé), Benzema, Ronaldo (89' Casemiro)                                                 | 62' Varane 85' Ramos                                                 |
| 17 februari 2016 20:45 Stadio Olimpico Rome              |                                                                                                 | 0-1 0-2                         | 57' Ronaldo 86' Jesé                            | Navas Carvajal, Varane, Ramos, Marcelo Modrić, Kroos, Isco (64' Kovačić) Rodríguez (82' Jesé), Benzema, Ronaldo (89' Casemiro)                                                 | 62' Varane 85' Ramos                                                 |
| 8 maart 2016 20:45 Estadio Santiago Bernabéu Madrid      | Real Madrid                                                                                     | 2-0                             | AS Roma                                         | Navas Danilo, Pepe, Ramos, Marcelo Modrić (76' Jesé), Kroos, Casemiro (84' Kovačić) Rodríguez, Ronaldo, Bale (61' Vázquez)                                                     | 37' Danilo                                                           |
| 8 maart 2016 20:45 Estadio Santiago Bernabéu Madrid      | 64' Ronaldo 68' Rodríguez                                                                       | 1-0 2-0                         |                                                 | Navas Danilo, Pepe, Ramos, Marcelo Modrić (76' Jesé), Kroos, Casemiro (84' Kovačić) Rodríguez, Ronaldo, Bale (61' Vázquez)                                                     | 37' Danilo                                                           |
| Kwartfinale                                              |                                                                                                 |                                 |                                                 | |                                                                      |
| 6 april 2016 20:45 Volkswagen-Arena Wolfsburg            | VfL Wolfsburg                                                                                   | 2-0                             | Real Madrid                                     | Navas Danilo, Pepe, Ramos, Marcelo Modrić (64' Isco), Casemiro, Kroos (85' Rodríguez) Bale, Benzema (41' Jesé), Ronaldo                                                        | 69' Bale                                                             |
| 6 april 2016 20:45 Volkswagen-Arena Wolfsburg            | 18' Rodríguez (pen.) 25' Arnold                                                                 | 1-0 2-0                         |                                                 | Navas Danilo, Pepe, Ramos, Marcelo Modrić (64' Isco), Casemiro, Kroos (85' Rodríguez) Bale, Benzema (41' Jesé), Ronaldo                                                        | 69' Bale                                                             |
| 12 april 2016 20:45 Estadio Santiago Bernabéu Madrid     | Real Madrid                                                                                     | 3-0                             | VfL Wolfsburg                                   | Navas Danilo, Pepe, Ramos, Marcelo Modrić (90+2' Varane), Casemiro, Kroos Bale, Benzema (84' Jesé), Ronaldo                                                                    | 80' Ronaldo                                                          |
| 12 april 2016 20:45 Estadio Santiago Bernabéu Madrid     | 15' Ronaldo 17' Ronaldo 77' Ronaldo                                                             | 1-0 2-0 3-0                     |                                                 | Navas Danilo, Pepe, Ramos, Marcelo Modrić (90+2' Varane), Casemiro, Kroos Bale, Benzema (84' Jesé), Ronaldo                                                                    | 80' Ronaldo                                                          |
| Halve finale                                             |                                                                                                 |                                 |                                                 | |                                                                      |
| 26 april 2016 20:45 Etihad Stadium Manchester            | Manchester City                                                                                 | 0-0                             | Real Madrid                                     | Navas Carvajal, Pepe, Ramos, Marcelo Modrić, Casemiro, Kroos (90' Isco) Bale, Benzema (46' Jesé), Vázquez                                                                      | 24' Pepe 90+2' Carvajal                                              |
| 26 april 2016 20:45 Etihad Stadium Manchester            |                                                                                                 |                                 |                                                 | Navas Carvajal, Pepe, Ramos, Marcelo Modrić, Casemiro, Kroos (90' Isco) Bale, Benzema (46' Jesé), Vázquez                                                                      | 24' Pepe 90+2' Carvajal                                              |
| 4 mei 2016 20:45 Estadio Santiago Bernabéu Madrid        | Real Madrid                                                                                     | 1-0                             | Manchester City                                 | Navas Carvajal, Pepe, Ramos, Marcelo Modrić (88' Kovačić), Kroos, Isco (67' Rodríguez) Bale, Jesé (56' Vázquez), Ronaldo                                                       | 86' Vázquez                                                          |
| 4 mei 2016 20:45 Estadio Santiago Bernabéu Madrid        | 20' Fernando (own)                                                                              | 1-0                             |                                                 | Navas Carvajal, Pepe, Ramos, Marcelo Modrić (88' Kovačić), Kroos, Isco (67' Rodríguez) Bale, Jesé (56' Vázquez), Ronaldo                                                       | 86' Vázquez                                                          |
| Finale                                                   |                                                                                                 |                                 |                                                 | |                                                                      |
| 28 mei 2016 20:45 Stadio Giuseppe Meazza Milaan          | Real Madrid                                                                                     | 1-1 (5-4)                       | Atlético Madrid                                 | Navas Carvajal (52' Danilo), Pepe, Ramos, Marcelo Modrić, Casemiro, Kroos (72' Isco) Bale, Benzema (77' Vázquez) Ronaldo Strafschoppen: Vázquez, Marcelo, Bale, Ramos, Ronaldo | 11' Carvajal 47' Navas 79' Casemiro 90+3' Ramos 93' Danilo 111' Pepe |
| 28 mei 2016 20:45 Stadio Giuseppe Meazza Milaan          | 15' Ramos                                                                                       | 1-0 1-1                         | 79' Carrasco                                    | Navas Carvajal (52' Danilo), Pepe, Ramos, Marcelo Modrić, Casemiro, Kroos (72' Isco) Bale, Benzema (77' Vázquez) Ronaldo Strafschoppen: Vázquez, Marcelo, Bale, Ramos, Ronaldo | 11' Carvajal 47' Navas 79' Casemiro 90+3' Ramos 93' Danilo 111' Pepe |

### Groepsfase Champions League
| Groep A | Groep A             | Groep A | Groep A | Groep A | Groep A | Groep A | Groep A | Groep A | Groep A |
|         |                     | P       | W       | G       | V       | +       | -       | DS      | Ptn     |
| ------- | ------------------- | ------- | ------- | ------- | ------- | ------- | ------- | ------- | ------- |
| 1.      | Real Madrid         | 6       | 5       | 1       | 0       | 19      | 3       | +16     | 16      |
| 2.      | Paris Saint-Germain | 6       | 4       | 1       | 1       | 12      | 1       | +11     | 13      |
| 3.      | Sjachtar Donetsk    | 6       | 1       | 0       | 5       | 7       | 14      | −7      | 3       |
| 4.      | Malmö FF            | 6       | 1       | 0       | 5       | 1       | 21      | −20     | 3       |

## Statistieken
De speler met de meeste wedstrijden en doelpunten is in het geel aangeduid.
| Nr. | Naam              | Primera División | Primera División | Copa del Rey | Copa del Rey | Champions League | Champions League | Totaal | Totaal |
| Nr. | Naam              | Wed              | Goals            | Wed          | Goals        | Wed              | Goals            | Wed    | Goals  |
| --- | ----------------- | ---------------- | ---------------- | ------------ | ------------ | ---------------- | ---------------- | ------ | ------ |
| 1.  | Keylor Navas      | 34               | 0                | 0            | 0            | 11               | 0                | 45     | 0      |
| 2.  | Raphaël Varane    | 26               | 0                | 0            | 0            | 7                | 0                | 33     | 0      |
| 3.  | Pepe              | 21               | 1                | 1            | 0            | 9                | 0                | 31     | 1      |
| 4.  | Sergio Ramos      | 23               | 2                | 0            | 0            | 10               | 1                | 33     | 3      |
| 6.  | Nacho             | 16               | 0                | 1            | 0            | 5                | 1                | 22     | 1      |
| 7.  | Cristiano Ronaldo | 36               | 35               | 0            | 0            | 12               | 16               | 48     | 51     |
| 8.  | Toni Kroos        | 32               | 1                | 0            | 0            | 12               | 0                | 44     | 1      |
| 9.  | Karim Benzema     | 27               | 24               | 0            | 0            | 9                | 4                | 36     | 28     |
| 10. | James Rodríguez   | 26               | 7                | 1            | 0            | 5                | 1                | 32     | 8      |
| 11. | Gareth Bale       | 23               | 19               | 0            | 0            | 8                | 0                | 31     | 19     |
| 12. | Marcelo           | 29               | 2                | 0            | 0            | 11               | 0                | 40     | 2      |
| 13. | Kiko Casilla      | 4                | 0                | 1            | 0            | 2                | 0                | 7      | 0      |
| 14. | Casemiro          | 23               | 1                | 1            | 0            | 11               | 0                | 35     | 1      |
| 15. | Daniel Carvajal   | 22               | 0                | 0            | 0            | 8                | 1                | 30     | 1      |
| 16. | Mateo Kovačić     | 25               | 0                | 1            | 0            | 8                | 1                | 34     | 1      |
| 17. | Álvaro Arbeloa    | 6                | 0                | 1            | 0            | 1                | 0                | 8      | 0      |
| 18. | Lucas Vázquez     | 25               | 4                | 1            | 0            | 7                | 0                | 33     | 4      |
| 19. | Luka Modrić       | 32               | 2                | 0            | 0            | 12               | 1                | 44     | 3      |
| 20. | Jesé              | 28               | 5                | 1            | 0            | 9                | 1                | 38     | 6      |
| 21. | Denis Tsjerysjev  | 2                | 0                | 1            | 1            | 3                | 0                | 6      | 1      |
| 22. | Isco              | 31               | 3                | 1            | 2            | 11               | 0                | 43     | 5      |
| 23. | Danilo            | 24               | 2                | 0            | 0            | 7                | 0                | 31     | 2      |
| 28. | Marcos Llorente   | 3                | 0                | 1            | 0            | 0                | 0                | 4      | 0      |
| 29. | Borja Mayoral     | 6                | 0                | 0            | 0            | 0                | 0                | 6      | 0      |
| 31. | Rubén Yáñez       | 0                | 0                | 0            | 0            | 0                | 0                | 0      | 0      |
| 32. | Philipp Lienhart  | 0                | 0                | 1            | 0            | 0                | 0                | 1      | 0      |
| 34. | Álvaro Tejero     | 0                | 0                | 1            | 0            | 1                | 0                | 2      | 0      |
| 37. | Javier Muñoz      | 0                | 0                | 0            | 0            | 0                | 0                | 0      | 0      |
| 41. | Martin Ødegaard   | 0                | 0                | 0            | 0            | 0                | 0                | 0      | 0      |

## Individuele prijzen
| Prijs                                               | Winnaar           |
| --------------------------------------------------- | ----------------- |
| Topschutter UEFA Champions League                   | Cristiano Ronaldo |
| Man van de Wedstrijd (Finale UEFA Champions League) | Sergio Ramos      |

## Afbeeldingen

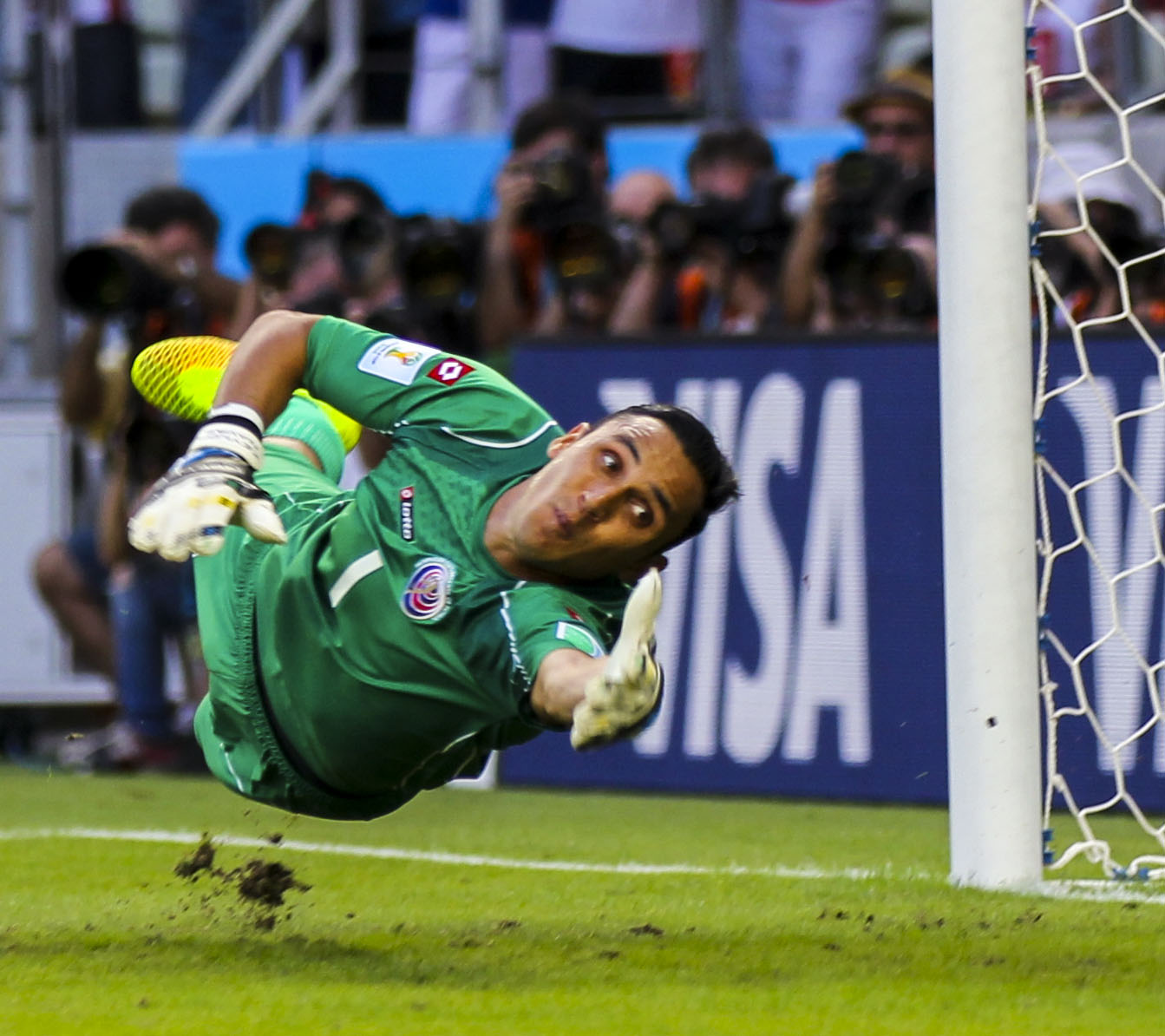
Keylor Navas (doelman)
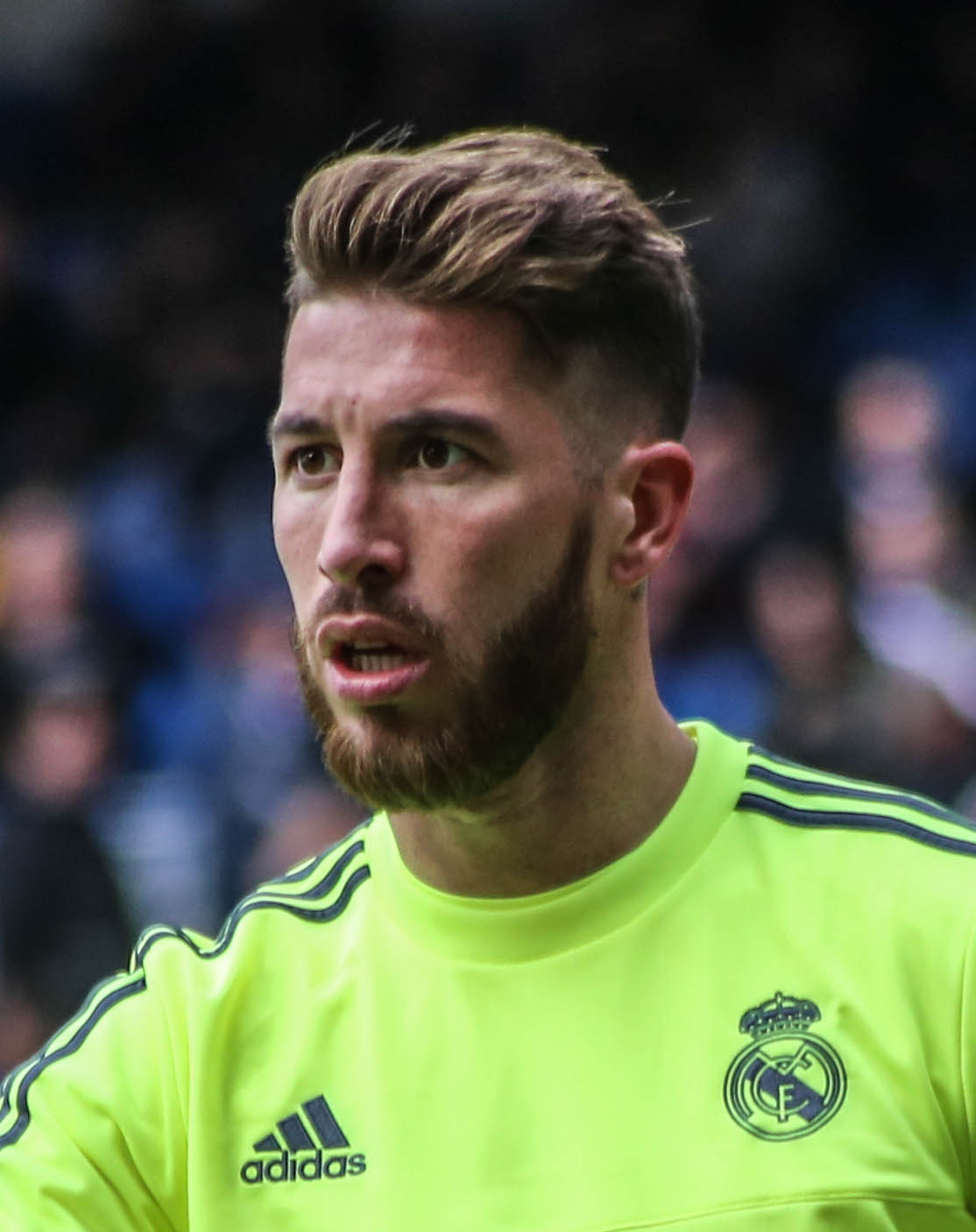
Sergio Ramos (verdediger)
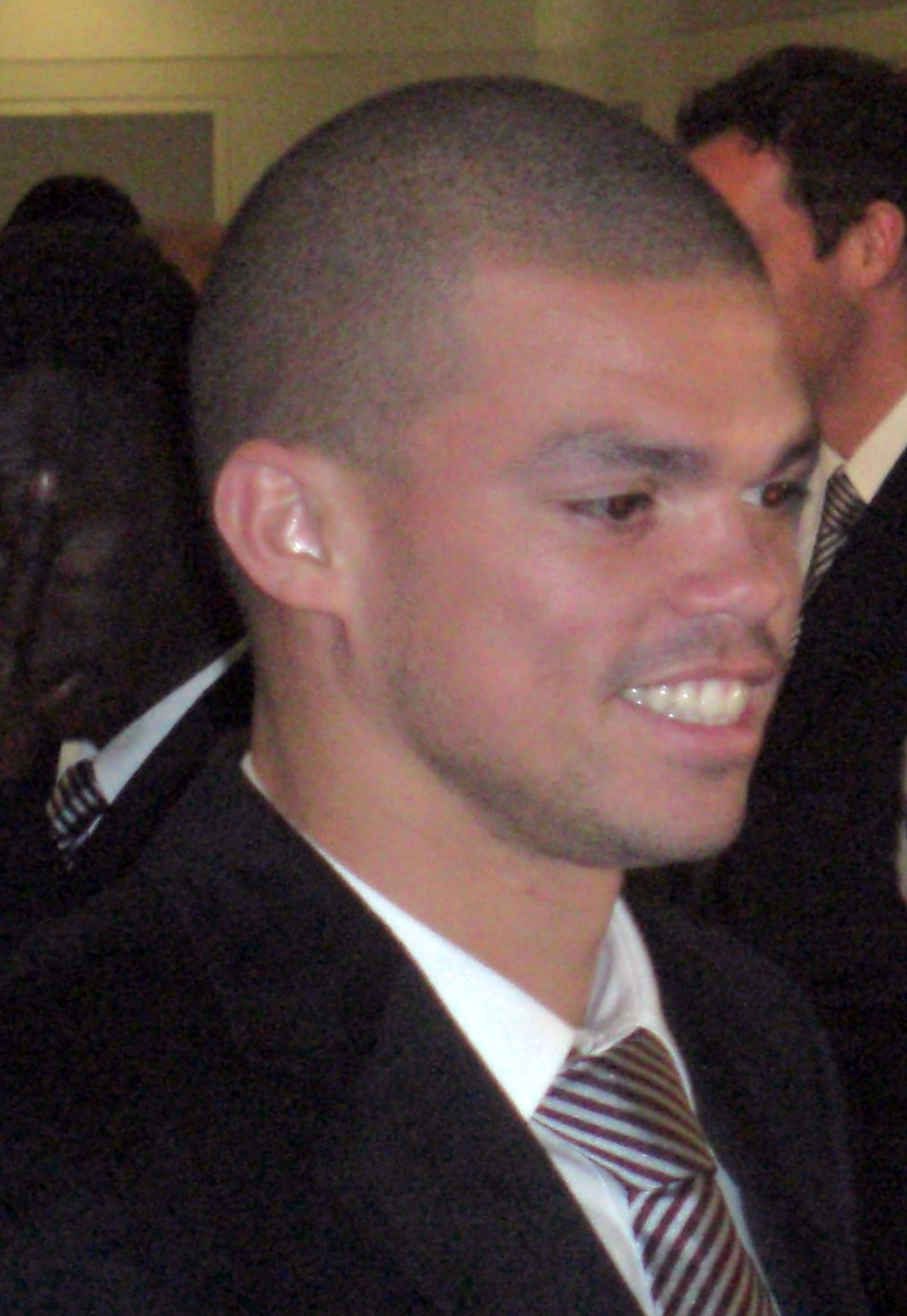
Pepe (verdediger)
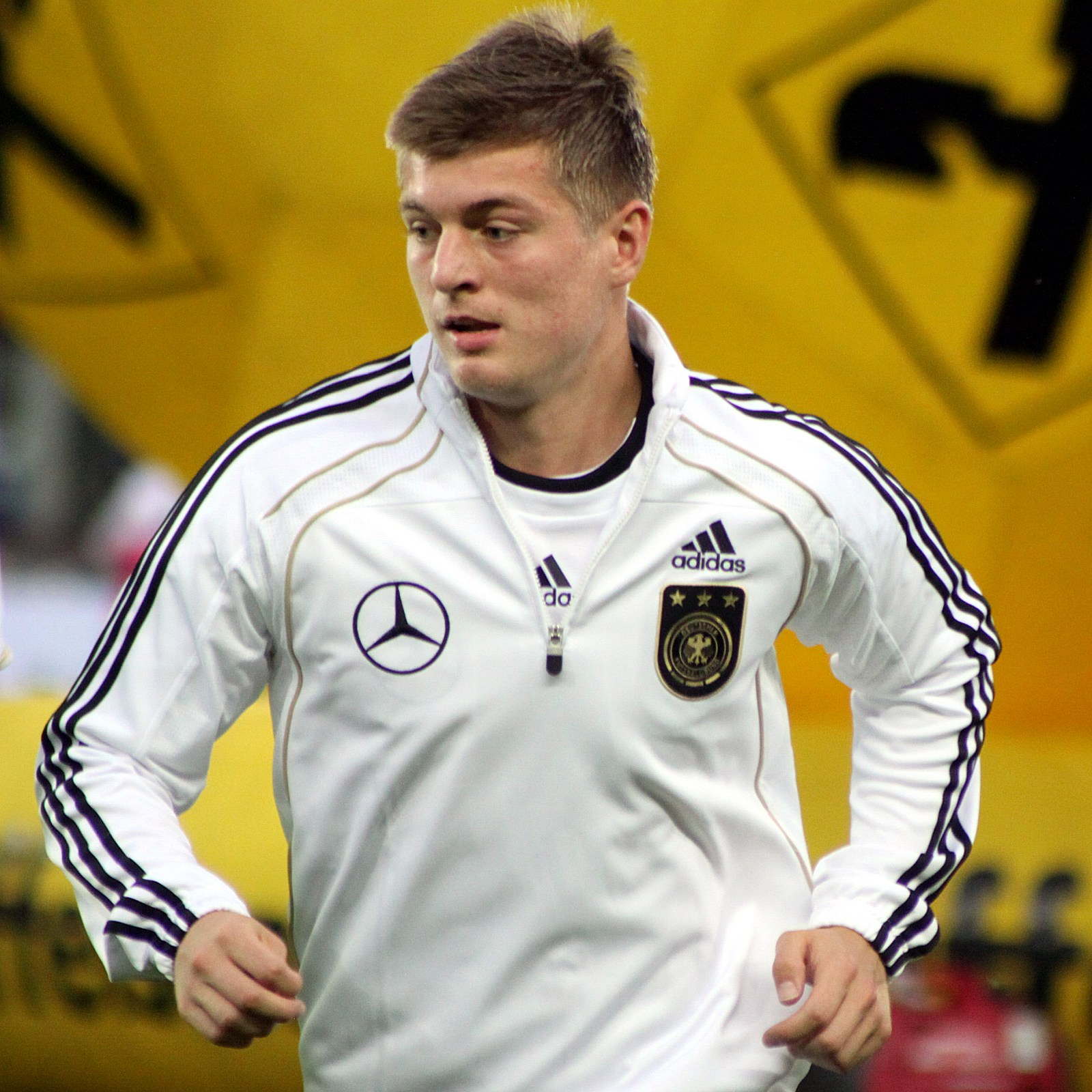
Toni Kroos (middenvelder)
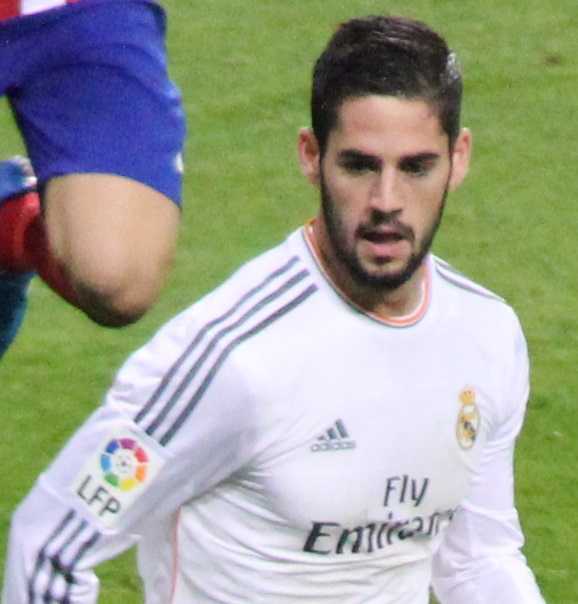
Isco (middenvelder)
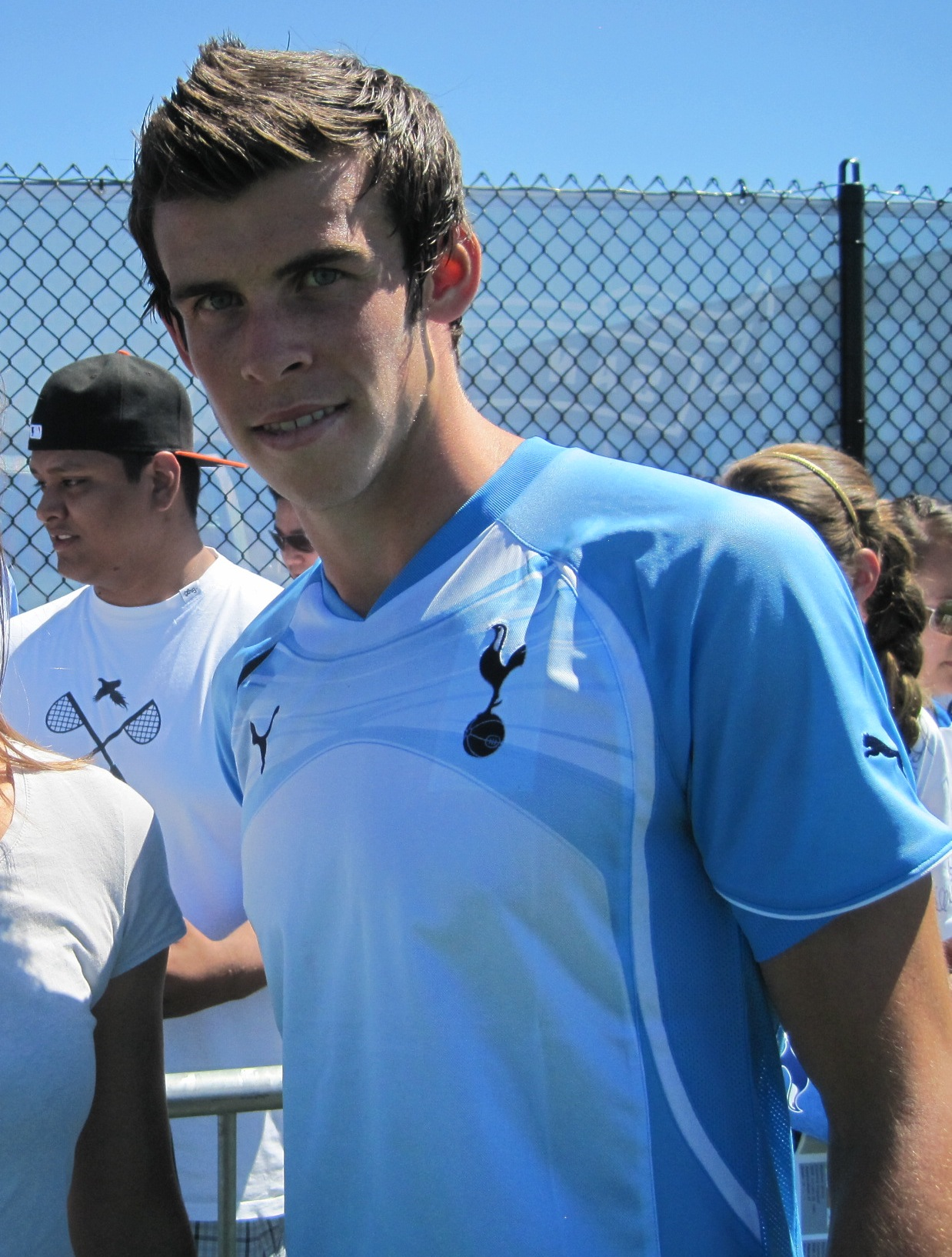
Gareth Bale (aanvaller)
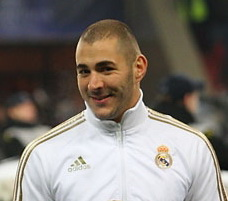
Karim Benzema (aanvaller)
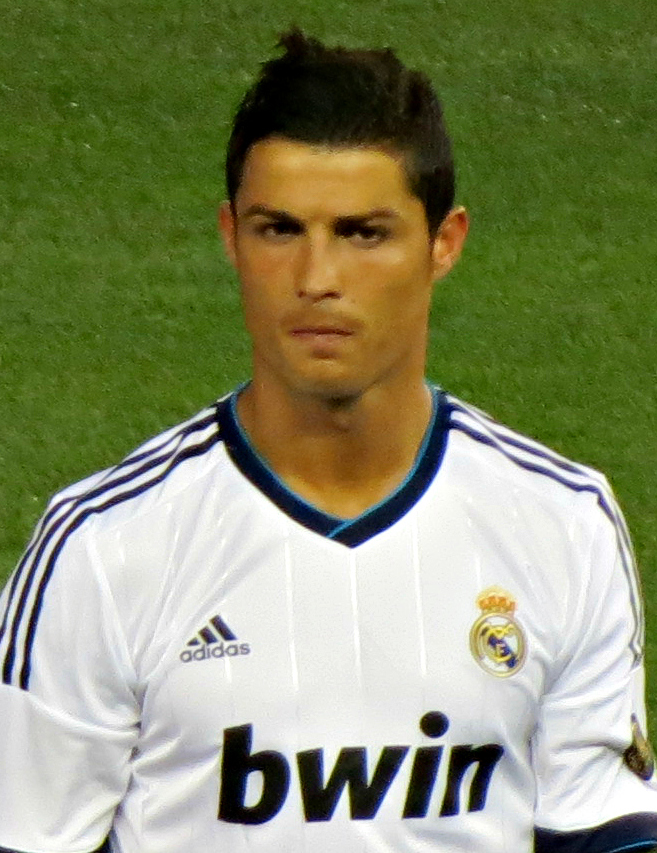
Cristiano Ronaldo (aanvaller)

1998/99 ·
1999/00 ·
... ·
2013/14 ·
2014/15 ·
2015/16 ·
2016/17 ·
2017/18 ·
2018/19 ·
2019/20 ·
2020/21 ·
2021/22 ·
2022/23 ·
2023/24 ·
2024/25